# Groß Schulzendorf
Die ehemals selbständige Gemeinde Groß Schulzendorf ist seit dem 26. Oktober 2003 ein Ortsteil von Ludwigsfelde, einer Stadt im Brandenburger Landkreis Teltow-Fläming. Das Dorf liegt acht Kilometer südöstlich des Stadtzentrums von Ludwigsfelde und etwa 30 Kilometer südlich von Berlin. Der Ort hatte im Jahre 2012 549 Einwohner.

## Geografie
Groß Schulzendorf gehört geologisch zur Hochfläche des Teltow und liegt auf einer Höhe von etwa 44 m nahe dem als Ausflugsziel beliebten Rangsdorfer See. 2007 entstand der Groß Schulzendorfer Rundweg in Zusammenarbeit mit dem Nachbarort Glienick. Der Rundweg ergänzt den in Glienick beginnenden Weinberg Rundweg.
Teile des Naturschutzgebiets Rangsdorfer See liegen im Osten des Gemeindegebiets.

## Geschichte

### 14. bis 16. Jahrhundert
Das Angerdorf wurde 1346 als Schultendorf erstmals erwähnt, 1430 wurde es Scholtendorf geschrieben. Es gehörte dann als Schulzendorf zum Amt Zossen. Nach der Zusammenlegung der Ämter Zossen und Trebbin 1816 zum Landkreis Teltow wurde der Ort zur Unterscheidung zu anderen Orten gleichen Namens im Kreis Schulzendorf an der Wiese oder Groß Schulzendorf genannt.
In mehreren Quellen wird die erste schriftliche Erwähnung von Groß Schulzendorf auf das Jahr 1346 datiert. Im Historischen Ortslexikon für Brandenburg wird die Bistumsmatrikel nach der älteren Edition von Otto Posse von 1881 zitiert, der die zeitweise verschollene Originalhandschrift nicht kannte und die Matrikel fälschlich auf 1346 datierte. Sicher liegen der Matrikel von 1495 ältere Versionen zugrunde. Ein sicheres Datum für eine schriftliche Erwähnung von Groß Schulzendorf vor 1495 lässt sich daraus aber nicht entnehmen. Sicher datiert ist der zweite Beleg im Historischen Ortslexikon von 1430. Die entsprechende Urkunde vom 8. September 1430 über die Stiftung von zwei Altären in der Pfarrkirche von Zossen ist im Codex Diplomaticus Brandenburgensis wiedergegeben. Die erste gesicherte schriftliche Erwähnung von Groß Schulzendorf datiert somit auf den 8. September 1430. Zu dieser Zeit gab es im Dorf einen Schulzen sowie einen Krug „uf den Kreczem“. Vor 1515 erschien die Familie in Bellin aus Mittenwalde als weitere Eigentümer im Ort. Ihnen standen die Abgaben aus einem Kötterhof (1515) beziehungsweise einem Dreihufner (1523) zu. Ihr Anteil ging 1536 bis nach 1583 an die Familie von Bardeleben zu Großziethen. Sie erhielten die Abgaben eines Dreihufners bzw. eines Kötters (1583). Danach fiel dieser Anteil vermutlich auch an das Amt Zossen. Im Jahr 1583 bewirtschaftete der Lehnschulze vier Hufen. Es gab weiterhin einen Vierhufner, zehn Dreihufner einschließlich des Krügers, zwei Einhufner, fünf Kötter, die zum Teil auch Acker und Wiesenflächen besaßen. Die Gemarkung war „seit alters her“ 40 Hufen groß.

### 17. Jahrhundert
Vor dem Dreißigjährigen Krieg lebten im Jahr 1624 im Dorf 13 Hufner, fünfeinhalb Kötter, ein Müller, ein Hirte sowie ein Paar Hausleute. Es gab noch keine eigene Schmiede, so dass bei Bedarf ein Laufschmied vorbeikam. Nach dem Krieg waren es 1652 der Schulze mit einem Stiefsohn, elf Bauern mit einem Sohn sowie fünf Knechte und sechs Kötter. Offenbar war Groß Schulzendorf damit im Vergleich zu anderen Dörfern nicht so schwer getroffen worden und der Großteil der Höfe war auch nach dem Krieg wiederbesetzt. 1655 gab es den Schulzen, elf Hufner, fünf Kötter (darunter einen Müller) sowie eine Erbwindmühle.

### 18. Jahrhundert
Im Jahr 1711 lebten in Groß Schulzendorf zehn Hufner, fünfeinhalb Kötter, der Müller, ein Laufschmied, ein Hirte sowie ein Knecht. Sie zahlten für die 33 Hufen je acht Groschen Abgaben. Im Jahr 1745 war die Bevölkerung auf zwölf Bauern und sechs Kötter angewachsen. Es gab nach wie vor eine Windmühle sowie einen Krug. 1755 bewirtschaftete der Setzschulze vier Hufen. Es gab einen Vierhufner, zehn Dreihufner einschließlich eines Braukrügers, zwei Ganzkötter, vier Halbkötter, einen Schulmeister, der gleichzeitig auch Büdner und Schneider war, einen Schmied, einen Hirten, zwei Paare und einen einzelnen Einlieger. Die Bewohner hatten das Recht zur Fischerei und durften 226 Morgen auf einer gemeindefreien „Herrenwiese“ bewirtschaften. Bis 1771 war der Ort auf 15,5 Giebel (=Wohnhäuser) angewachsen. Es gab nach wie vor den Müller und den Hirten; die Abgaben lagen für 34 Hufen konstant bei acht Groschen. In dieser Zeit entstand vermutlich die Dorfkirche.

### 19. Jahrhundert
Die Landgemeinde hatte um 1800 etwa 150, um 1910 knapp 600 Einwohner. 1801 gab es 12 Ganzbauern, fünf Ganzkötter, zwei Büdner, sieben Einlieger eine Schmiede und den Krug sowie eine Windmühle. Die Bewohner betrieben 25 Feuerstellen (=Haushalte). 1840 waren es bereits 29 Wohngebäude. Im Jahr 1858 lebten in Groß Schulzendorf 20 Hofeigentümer, die 34 Knechte und Mägde sowie zwei Tagelöhner beschäftigten. Es gab 16 nebengewerbliche Landwirte und 23 Arbeiter. Im Ort bestanden 36 Besitzungen. Die größte umfasste 373 Morgen. 17 weitere waren zwischen 30 und 300 Morgen groß (zusammen 3458 Morgen), sieben weitere zwischen fünf und 30 Morgen (zusammen 72 Morgen) und elf weitere unter fünf Morgen (zusammen 11 Morgen). Es gab einen Schuhmachermeister, einen Schneidermeister, einen Grobschmiedemeister mit einem Gesellen, einen Krämer, einen Krug, aber auch zwei Arme. 1860 standen im Ort vier öffentliche, 40 Wohn- und 84 Wirtschaftsgebäude, darunter eine Getreidemühle.

### 20. Jahrhundert

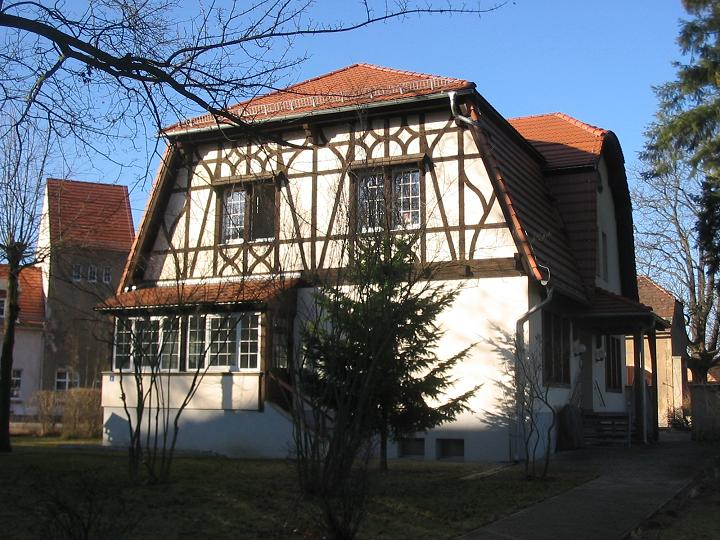
Schule am Wald. Ehemaliges Jagdschloss Heidehof der Familie Wertheim.

Um die Jahrhundertwende gab es im Jahr 1900 im Ort 93 Häuser; 1931 jedoch nur noch 89 Wohnhäuser. 1939 gab es in Groß Schulzendorf 13 land- und forstwirtschaftliche Betriebe mit einer Größe zwischen 20 und 100 Hektar, 27 weitere Betriebe waren zwischen zehn und 20 Hektar groß sowie 13 Betriebe zwischen fünf und zehn Hektar. 25 Bauern hatten zwischen 0,5 und fünf Hektar Land.
Von 1910 bis 1939 besaß die Familie des jüdischen Kaufhauskonzerns Wertheim das im 21. Jahrhundert denkmalgeschützte Jagdschloss Heidehof. Bei ihrer Ausreise aus Deutschland mussten sie es entschädigungslos aufgeben, als hier die Reichsführerschule des Deutschen Roten Kreuzes eingerichtet wurde, die bis 1945 bestand. Nach der Rückübertragung an die Wertheim-Erben 1996 kaufte der Landkreis Teltow-Fläming das Gebäude und richtete dort die Förderschule für geistig behinderte Kinder Schule am Wald ein. Der Künstler Walter Schulze-Mittendorff hatte während der Zeit des Zweiten Weltkriegs ein Atelier in Groß-Schulzendorf.
Von den landwirtschaftlichen Flächen wurden nach dem Ende des Zweiten Weltkrieges 104 Hektar enteignet und neu aufgeteilt. 23 Betriebe erhielten zusammen fünf Hektar, zwei Betriebe zusammen vier Hektar und ein Betrieb zehn Hektar. Drei weitere Betriebe bekamen 32 Hektar; 50 Altbauern wurden auf 53 Hektar aufgestockt. Einige von ihnen gründeten 1956 eine LPG vom Typ III mit zunächst zehn Mitgliedern und 161 Hektar Fläche. Im Jahr 1960 waren es 140 Mitglieder mit 880 Hektar Fläche. Diese Bestand auch im Jahr 1973 weiter.

### 21. Jahrhundert
Zur brandenburgischen Kommunalwahl am 26. Oktober 2003 kam die Gemeinde Groß Schulzendorf als elfter Ortsteil mit etwa 530 Einwohnern zur Stadt Ludwigsfelde. Auf Grund eines Neubaugebietes erhöht sich die Einwohnerzahl wieder.

## Bevölkerungsentwicklung
| Jahr      | 1734 | 1772 | 1801 | 1817 | 1840 | 1858 | 1895 | 1925 | 1939 | 1946 | 1964 | 1971 |
| Einwohner | 117  | 151  | 150  | 116  | 178  | 313  | 521  | 562  | 500  | 527  | 458  | 418  |

## Kultur und Sehenswürdigkeiten

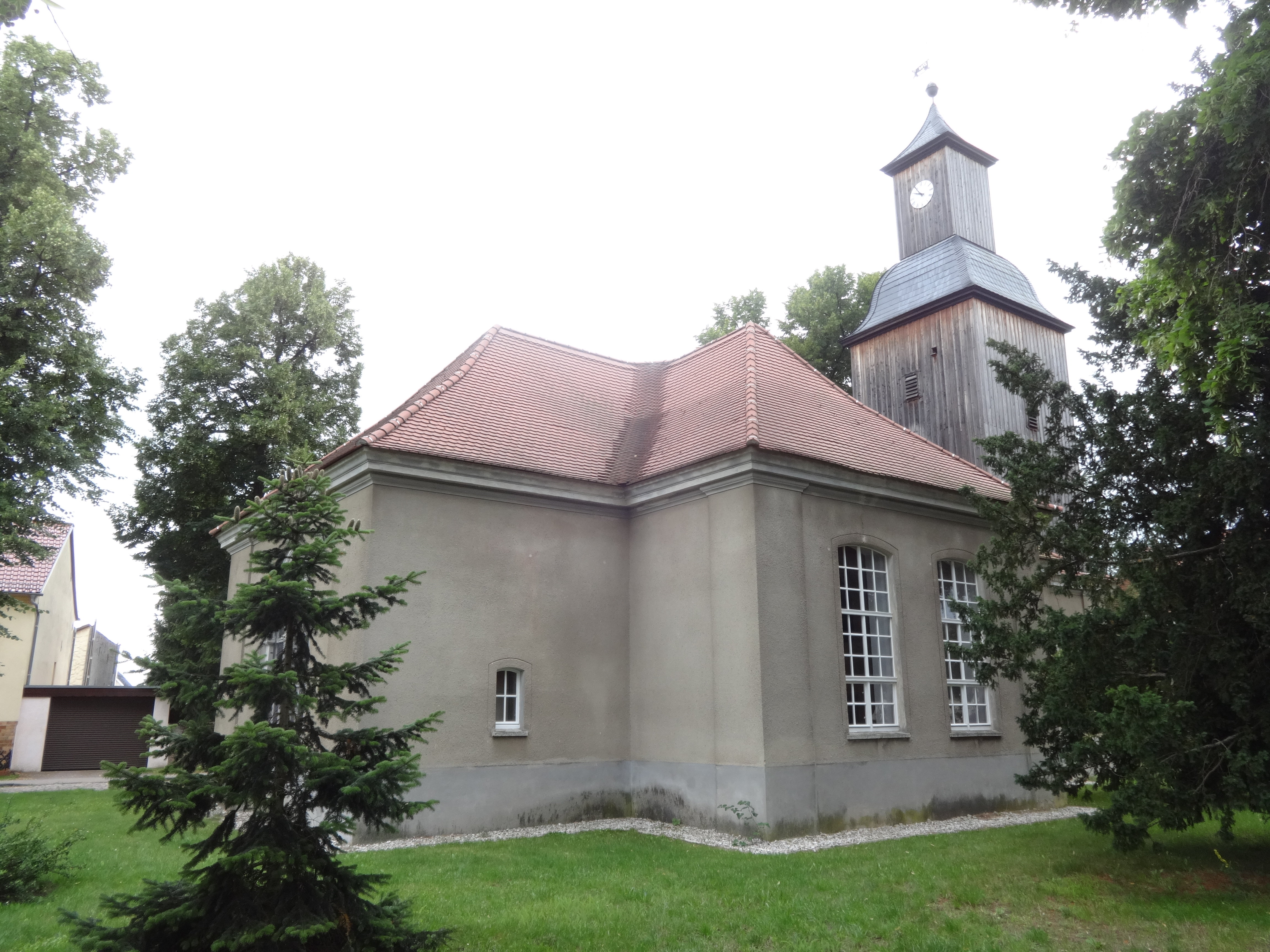
Dorfkirche Groß Schulzendorf

- Auf dem Dorfanger steht die ursprünglich rechteckige Dorfkirche Groß Schulzendorf, die 1896 in eine Kreuzkirche umgebaut wurde und seit 2007 restauriert wird. Der Turmanbau stammt aus dem 18. Jahrhundert. Die Kirchenausstattung ist neuzeitlich.
- Die Freiwillige Feuerwehr Groß Schulzendorf besteht seit 1908[9] und gehört seit 2003 zur Freiwilligen Feuerwehr Ludwigsfelde.